# Viper (Marvel Comics)
Viper è un personaggio dei fumetti pubblicato dalla Marvel Comics, di cui diversi personaggi hanno indossato i panni.
- Il primo, il cui nome Jordan Stryke (conosciuto anche come Jordan Dixon), creato da Steve Englehart, Steve Gerber (testi) e Sal Buscema (disegni). La sua apparizione è in Captain America and The Falcon n. 157 (gennaio 1973);
- Il secondo di essi è Ophelia Sarkissian, creato da Stan Lee (testi) e Jim Steranko (disegni). La sua prima apparizione come Madame Hydra è in Captain America (vol. 1[1]) n. 110, invece l'apparizione di Viper II è in Captain America and The Falcon n. 180 (dicembre 1974), creato da Steve Englehart (testi) e Sal Buscema (disegni)[2]

## Biografia del personaggio

### Jordan Stryke (Jordan Dixon)

#### Retroscena
Jordan Stryke era il fratello di Leopold Stryke, che divenne il famigerato criminale in costume noto come l'Anguilla originale. Quando Jordan Stryke entrò nel mondo della pubblicità, cambiò legalmente il suo cognome in Dixon in modo da evitare l'associazione con la reputazione criminale di suo fratello. Dixon trascorse anni a pianificare campagne pubblicitarie per giocattoli per bambini e altri prodotti, e alla fine lui e un uomo di nome Quentin Harderman divennero soci di un'agenzia pubblicitaria.
Dixon credeva che attraverso le sue capacità di marketing stava facendo fortuna per i suoi clienti, mentre lui stesso lavorava in relativa oscurità per un guadagno finanziario molto inferiore. Inoltre, Dixon credeva che attraverso i suoi progetti pubblicitari stesse perpetrando menzogne per conto dei suoi clienti e sovvertendo i valori morali della nazione. Dixon provava persino un piacere perverso in tali attività. Si vantava di vendere al pubblico prodotti che considerava privi di valore con tanto successo, e guardava il pubblico americano con disprezzo, credendolo disposto a credere a qualsiasi menzogna diffusa attraverso i mass media, se fosse stata realizzata in modo abbastanza convincente.
Harderman e Dixon sono stati apparentemente entrambi coinvolti in attività di corruzione nel corso degli anni. Non si sa quando Dixon decise di emulare suo fratello diventando un criminale in costume, ma trascorse anni a sviluppare i veleni che intendeva usare come armi mentre continuava il suo lavoro pubblicitario.
Infine, Dixon assunse l'identità in costume dell'originale Viper. Si scontrò per la prima volta con i combattenti del crimine in costume quando divenne un agente della mente criminale nota come il Comandante Incappucciato, per il quale lavorava anche suo fratello l'Anguilla. Per conto del Comandante Incappucciato, Viper combatté sia Capitan America che Falcon, ma Capitan America alla fine sconfisse Viper, che fu mandata in prigione.
Un altro criminale, il Cobra, aiutò l'Anguilla e la Vipera a fuggire dalla prigione, dopo di che si unirono alla nuova squadra criminale fondata dai Cobra, l'originale Serpent Squad. In cerca di vendetta, la Viper telefonò a Quentin Harderman e gli fece iniziare una campagna mediatica di diffamazione del personaggio contro Capitan America. Capitan America e Falcon incontrarono presto la Squadra Serpente in battaglia, e Capitan America sconfisse ancora una volta la Vipera. La Vipera tornò in prigione, ma la campagna mediatica contro Capitan America che iniziò continuò sotto gli auspici di Harderman, che ora serviva l'organizzazione sovversiva chiamata Impero Segreto.
Capitan America alla fine sventò il tentativo dell'Impero Segreto di prendere il controllo degli Stati Uniti, e le calunnie di Hardderman contro di lui furono smascherate come parte di un complotto dell'Impero Segreto. 
Il Viper fu trasportato una notte dagli sceriffi degli Stati Uniti in Virginia verso Washington D.C., dove doveva testimoniare davanti ai gran giurì e alle sottocommissioni del Congresso sui suoi legami con Harderman. Lungo la strada, l'auto su cui viaggiava la Viper fu attaccata da Madame Hydra, ex leader dell'organizzazione sovversiva Hydra. Madame Hydra uccise i marescialli e poi disse alla Vipera che intendeva condurre una campagna terroristica contro la società sotto il nome di Viper. Rendendosi conto che aveva intenzione di ucciderlo, Viper gli suggerì disperatamente di cambiare il proprio alias, ma senza successo. Madame Hydra uccise la Vipera e poi spogliò il cadavere del suo costume (che, per ragioni sconosciute, gli sceriffi gli avevano permesso di indossare). Da quel momento in poi, fu Madame Hydra ad essere conosciuta come Viper. Più tardi, un frammento dell'anima della Vipera apparve nell'Inferno di Mefisto.

#### Serpent Solutions
Dixon in qualche modo tornò in vita, ma come effetto collaterale aveva perso la sua anima e la sua morale con essa, diventando più brutale e spietato. Riprese le redini della Società del Serpente, reinventandola come la "Serpent Solutions", una società coinvolta in dubbi rapporti con le grandi imprese. Hanno utilizzato strutture finanziate in tutti gli Stati Uniti e personale sia dell'Hydra che dell'A.I.M. per essere coinvolti in esperimenti genetici, inizialmente nell'industria cosmetica, ma con mire ad altre aree dell'economia, incluso il complesso militare-industriale. Il loro modus operandi prevedeva l'assunzione da parte di grandi aziende per fare il lavoro sporco, e successivamente la rivendita del lavoro con un enorme profitto, dando ai loro datori di lavoro una negazione plausibile di qualsiasi coinvolgimento. 
La sua attività fu infine chiusa dal nuovo Capitan America, Sam Wilson, dopo che un tentativo di uccidere l'eroe portò alla sconfitta pubblica della Soluzione del Serpente.

#### Cacciato
Viper era tra i numerosi supercriminali a tema animale catturati da Taskmaster e Black Ant per servire come bersagli di caccia a Central Park per una schiera di ricchi partecipanti che controllavano droni robotici, parte di un complotto inventato da Kraven il Cacciatore e Arcade. Cottonmouth e Black Mamba misero in discussione il ruolo di Viper come leader della Società. Viper fu presumibilmente catturato insieme al resto della Società del Serpente quando il campo di forza che teneva i criminali all'interno di Central Park cadde.

### Ophelia Sarkissian
Ophelia Sarkissian, nata in Ungheria, è un'atleta formidabile ed è esperta di arti marziali.
Grazie alla sua conoscenza di tossine e veleni, Viper crea spesso dei letali veleni per sconfiggere i suoi nemici.
Indossa una tuta aderente verde, ed è affiliata all'organizzazione Hydra la stessa del Teschio Rosso.
Ha suggellato un patto con il vecchio dio Chthon, grazie al quale Madame Hydra ha rallentato il processo di invecchiamento.
È un'acerrima nemica di Capitan America.

## Poteri e abilità
Conoscenza delle arti marziali, usa spesso veleni per uccidere i suoi avversari.

## Altri media

### Cinema
Viper II compare in Wolverine - L'immortale, interpretata da Svetlana Khodchenkova.

### Televisione
Viper II, rinominata Aida, compare in Agents of S.H.I.E.L.D., doppiata da Amanda Rea nella terza stagione e interpretata da Mallory Jansen nella quarta.

#### Animazione
Viper II compare in:
- X-Men: Evolution
- Marvel Super Heroes: What the--?
- Avengers: I più potenti eroi della Terra

### Videogiochi
Viper II compare in:
- Captain America: Il super soldato
- Marvel: Avengers Alliance
- Marvel Heroes
- LEGO Marvel Super Heroes
- Marvel Future Fight
- Marvel Avengers Academy
- MARVEL World of Heroes
- LEGO Marvel Super Heroes 2
- Marvel Duel